# Теслуй (Олт)
Теслуй (рум. Teslui) — село у повіті Олт в Румунії. Входить до складу комуни Теслуй.
Село розташоване на відстані 138 км на захід від Бухареста, 9 км на північ від Слатіни, 48 км на північний схід від Крайови.

## Населення
За даними перепису населення 2002 року у селі проживали 666 осіб, усі — румуни. Рідною мовою 665 осіб (99,8%) назвали румунську.